# Gowin Knight
Gowin Knight (Corringham, 10 settembre 1713 – Londra, 8 giugno 1772) è stato un fisico britannico principalmente noto per aver creato, nel 1745, un innovativo processo di magnetizzazione dell'acciaio, e per essere stato il primo direttore del British Museum di Londra.

## Biografia
Knight nacque a Corringham, piccola parrocchia civile nel Lincolnshire. Studiò alla Leeds Grammar School e al Magdalen College di Oxford, ottenendo un B.A. nel 1736 e un M.A. nel 1739. Nel 1745 scoprì un processo per la magnetizzazione dell'acciaio che utilizzò per realizzare un nuovo tipo di ago in acciaio da utilizzare nelle bussole, sostituendolo a quello di ferro che veniva utilizzato abitualmente. 
Nel 1745 venne eletto membro della Royal Society e nel 1747 gli venne conferita la Medaglia Copley. A partire dal 1752 le sue bussole fabbricate da George Adams senior, all'epoca considerate all'avanguardia, vennero utilizzate dalla Royal Navy per quasi un secolo. Brevettò ufficialmente la sua bussola nel 1760. La sua scoperta gli valse l'appellativo di "Entrepreneurial Philosopher". Nel 1756 divenne "Principal Librarian" al British Museum di Londra, incarico che mantenne fino al 1772, anno della sua morte.